# 3753 Cruithne
3753 Cruithne (irlandese moderno: /ˈkrɪhnʲə/ o /ˈkrɪnʲə/) è un asteroide in orbita attorno al Sole.
È a volte descritto come la "seconda Luna" della Terra, benché questo sia tecnicamente non corretto: la sua orbita possiede proprietà inusuali quando è vista in relazione a quella terrestre, ma non si tratta di un vero satellite del nostro pianeta, è considerato invece un quasi-satellite.

## Scoperta e nome
Cruithne fu scoperto il 10 ottobre 1986 da J. Duncan Waldron, in collaborazione con Robert H. McNaught, Malcolm Hartley e Michael R. S Hawkins, al Siding Spring Observatory di Coonabarabran, Australia.
Cruithne fu individuato già nel 1983 (1983 UH) da Giovanni De Sanctis e Richard Martin West dell'European Southern Observatory in Cile, che non riuscirono però a osservarlo abbastanza a lungo per determinarne l'orbita con precisione.
Le dinamiche orbitali dell'asteroide sono state determinate precisamente solo nel 1997 grazie a Paul Arnold Wiegert e Kimmo Innanen, astronomi della York University in Canada, e Seppo Mikkola dell'Università di Turku in Finlandia; le loro scoperte furono annunciate il 12 giugno sulla rivista scientifica britannica Nature.
A un certo punto si è pensato che Cruithne potesse avere un'origine artificiale e che potesse essere un detrito spaziale lasciato dal Programma Apollo.
Fu battezzato così in onore del primo gruppo etnico-tribale celtico che abitò le Isole Britanniche. I Cruithne emigrarono dal continente europeo e apparvero in Britannia fra l'VIII secolo a.C. e il 500 a.C. circa.

## Caratteristiche e visibilità
L'asteroide ha un diametro pari a circa 5 chilometri e il più vicino incontro con il nostro pianeta è avvenuto a una distanza di 12 milioni di chilometri, approssimativamente 30 volte la distanza che separa la Terra dalla Luna.
Sebbene l'orbita di Cruithne non si pensa possa essere stabile a lungo termine, calcoli effettuati da Wiegart e Innanen mostrano che probabilmente è stata per lungo tempo in sincronia con l'orbita terrestre. Non vi è pericolo di collisione con la Terra, se non fra diversi milioni di anni. Cruithne non è visibile a occhio nudo in alcun punto della sua orbita.

## L'orbita a ferro di cavallo di Cruithne e l'orbita della Terra
L'orbita di Cruithne è inusuale ed estremamente complessa; il pianetino risente dell'attrazione gravitazionale di Giove e della Terra, benché non ruoti attorno al nostro pianeta. Cruithne mostra tre tipi differenti di moto orbitale.
Cruithne ruota intorno al Sole lungo una classica orbita kepleriana, talmente eccentrica e inclinata da attraversare sia quella terrestre che quella di Venere, spingendosi oltre la traiettoria di Marte e sfiorando all'interno quella di Mercurio.

Orbite di Cruithne e della Terra.

 Cruithne descrive una rivoluzione completa intorno al Sole in esattamente un anno. Essendo il suo periodo orbitale uguale a quello della Terra, si tratterebbe, quindi, di una risonanza orbitale con rapporto 1:1. Poiché la distanza di Cruithne dal Sole e la sua velocità orbitale variano di molto durante il periodo di rivoluzione, dal punto di vista terrestre non vedremo mai Cruithne ruotare intorno alla nostra stella, ma piuttosto lo vedremo seguire una strana traiettoria a forma di fagiolo.
Tuttavia l'orbita di Cruithne non è stabile come, ad esempio, quella degli asteroidi Troiani. Il pianetino subisce, rispetto alla Terra, una piccola deviazione che lo porta a descrivere, con il passare del tempo, un tipo di orbita co-rotante detta a ferro di cavallo. Osservato dalla Terra, Cruithne descrive un'orbita complessa condividendo in parte quella terrestre. Cruithne, secondo le leggi di Keplero, percorrendo mediamente una traiettoria più vicina al Sole, ha una velocità angolare maggiore rispetto alla Terra che lo porta quindi ad allontanarsi. Essendo il suo periodo orbitale leggermente inferiore a un anno, precede la Terra lungo la stessa orbita e, dopo circa 385 anni, la raggiunge dalla parte opposta.

In giallo l'orbita a ferro di cavallo (o a fagiolo) di Cruithne vista dalla Terra. Nell'animazione la "camera" si muove insieme alla Terra che quindi appare ferma.

Avvicinandosi, l'influenza gravitazionale del nostro pianeta gli fornisce una frazione di energia sufficiente a espandere l'orbita, portandosi a una distanza superiore di un'unità astronomica e impedendogli così di scontrarsi con il nostro pianeta. Essendosi allontanato, il suo periodo orbitale diviene poco maggiore di un anno, ma questa volta è la Terra a essere più veloce. Dal nostro punto di riferimento, si osserva Cruithne allontanarsi e dopo altri 385 anni, riavvicinarsi a noi, seguendo a ritroso lo stesso percorso precedente, ma a una distanza maggiore dal Sole. Al successivo avvicinamento, la Terra sottrarrà energia portando l'asteroide a compiere un'orbita più vicina alla nostra stella e con velocità maggiore, riprendendo quella precedente e completando definitivamente la traiettoria. Per compiere un ciclo completo e tornare alla medesima posizione, Cruithne impiega circa 770 anni. Il percorso dell'orbita a ferro di cavallo dell'asteroide non è lineare ma traccia una sorta di piccola spirale, condividendo l'orbita con la Terra.

## Oggetti simili
Sono stati scoperti tre altri asteroidi near-Earth asteroids (NEA), 54509 YORP, (85770) 1998 UP1 e 2002 AA29, che si trovano in orbite risonanti simili a quella di Cruithne.
Altri esempi di corpi celesti conosciuti che ruotano in orbite a ferro di cavallo sono Giano ed Epimeteo, satelliti naturali di Saturno. Le orbite che seguono queste due lune intorno a Saturno sono molto più semplici di quella di Cruithne, ma operano seguendo gli stessi principi generali.
Venere ha un quasi-satellite (524522 Zoozve), mentre Marte ha quattro asteroidi co-orbitali (5261 Eureka, 1999 UJ7, 1998 VF31 e 2007 NS2, tutti nei punti di Lagrange), e Giove ne ha più di 1000, gli asteroidi troiani. Ci sono anche altre piccole lune co-orbitali nel sistema Saturniano: Telesto e Calipso con Teti, e Elena e Polideuce con Dione. Tuttavia, nessuna di queste segue orbite a ferro di cavallo.

## Cruithne nella fantascienza
- Grazie alle sue inconsuete caratteristiche orbitali, Cruithne è uno dei protagonisti nel romanzo Manifold: Time dell'autore fantascientifico Stephen Baxter, pubblicato nel 1999.